# Swim Cup Eindhoven
De Swim Cup Eindhoven is een jaarlijks terugkerende internationale zwemwedstrijd, in het Pieter van den Hoogenband zwemstadion in Eindhoven, die georganiseerd wordt door de KNZB sinds 2003. Door het vaak sterkere deelnemersveld dan bij de Nederlandse kampioenschappen wordt deze wedstrijd als kwalificatie-toernooi gebruikt voor de grote internationale toernooien zoals EK's, WK's en Olympische Spelen.

## Edities
| Jaar                     | Datum                   |
| ------------------------ | ----------------------- |
| Dutch Open Swim Cup 2003 | 5 en 6 april 2003       |
| Dutch Open Swim Cup 2004 | 25 t/m 28 maart 2004    |
| Dutch Open Swim Cup 2005 | 25 t/m 27 maart 2005    |
| Dutch Open Swim Cup 2006 | 21 t/m 23 april 2006    |
| Dutch Open Swim Cup 2007 | 6 t/m 9 december 2007   |
| Swim Cup Eindhoven 2008  | 5 t/m 7 december 2008   |
| Swim Cup Eindhoven 2009  | 27 t/m 29 november 2009 |
| niet gehouden            |                         |
| Swim Cup Eindhoven 2011  | 7 t/m 10 april 2011     |
| Swim Cup Eindhoven 2012  | 12 t/m 15 april 2012    |
| Swim Cup Eindhoven 2013  | 4 t/m 7 april 2013      |
| Swim Cup Eindhoven 2014  | 10 t/m 13 april 2014    |
| Swim Cup Eindhoven 2015  | 2 t/m 5 april 2015      |
| Swim Cup Eindhoven 2016  | 6 t/m 10 april 2016     |
| Swim Cup Eindhoven 2017  | 6 t/m 9 april 2017      |